# Baie de Brador
Pour les articles homonymes, voir Brador.
La Baie de Brador, (anciennement Baie de Phélypeaux), est une baie naturelle de la municipalité de Blanc-Sablon, située sur la Côte-Nord du Golfe Saint-Laurent, au Québec, le long du détroit de Belle-Isle au Canada. La baie de Brador est l'embouchure de la rivière Brador.

## Géographie
La baie de Brador est l'avant dernière baie située la plus à l'Est de la province de Québec avec la baie de Blanc-Sablon. La baie de Brador forme une vaste baie donnant sur le golfe du Saint-Laurent et le détroit de Belle-Isle. Elle forme un vaste triangle rectangle dont l'hypoténuse, mesurant environ une quinzaine de kilomètres de long, est bornée à l'ouest par la baie des Belles Amours et, à l'est, par une côte verticale de 11 km où sont implantés le hameau de Brador et le village de Lourdes-de-Blanc-Sablon.
La baie entre en profondeur dans les terres par un étroit goulot jusqu'au lieu-dit de "Fond-de-la-Baie" où est située l'embouchure de la rivière Brador et de sa branche orientale, la rivière Brador Est.
La côte orientale de la baie de Brador comprend plusieurs anses, parmi lesquelles, les plus importantes sont l'anse aux Canards, l'anse du Bateau le long du village de Brador et l'anse des Dunes dans laquelle émerge l'île aux Perroquets.

## Réserve ornithologique
La baie comprend un certain nombre d'îles et d'îlots, notamment pour les trois plus importantes, l'île du Bassin, l'île aux Perroquets et l'île Verte/île Greenly, ces deux dernières îles étant des sanctuaires pour le refuge d'oiseaux de la baie Brador.
On y trouve la grande colonie de Macareux moines du Québec. Elles constituent une réserves ornithologiques et des lieux de vie pour les oiseaux migrateurs. Elles constituent une Zone importante pour la conservation des oiseaux (ZICO de la Baie de Brador).

## Toponymie
Le terme "Brador" est un dérivé tronqué du terme "Labrador". La syllabe "la" de ce toponyme a été amputée étant considérée un article. Cette graphie tronquée de son premier élément figura très tôt dans les documents de la Nouvelle-France. Dans ses notes de voyage, Samuel de Champlain écrivait parfois «la Brador», parfois «Labrador». En 1704, le fort Pontchartrain sera érigé à Brador, sous la direction de Augustin Le Gardeur de Courtemanche. Jadis, Blanc-Sablon et ses environs servirent avaient une vocation autant maritimes que militaires.
Dans la municipalité de Blanc-Sablon, plusieurs toponymes utilisent le terme "Brador": village, municipalité, baie, rivière, le lac, la baie, "Collines de Brador", le "Refuge d'oiseaux de la baie Brador" et la "Réserve de biodiversité projetée des Collines de Brador". Le toponyme "rivière Brador" a été officialisé le 5 décembre 1968 à la Banque des noms de lieux de la Commission de toponymie du Québec.

## Histoire
Le site archéologique de Blanc-Sablon révèle la présence depuis 9 000 ans de diverses populations sur ce lieu historique. Des vestiges d'occupation du territoire par les Autochtones et les premiers Européens arrivés en Amérique, même avant Jacques-Cartier.
En 1534, Jacques Cartier nomme Les Islettes le havre et le passage que forme la baie de Brador. Sur l'acte de concession à Louis Jolliet, signé en 1679, est indiqué "Anse aux Espagnols".
Le 17 octobre 1702, l'officier des troupes de marine, Augustin Le Gardeur de Courtemanche, obtenait du gouverneur de la Nouvelle-France, le sieur Louis-Hector de Callière et de l’intendant des armées navales, le sieur François de Beauharnois de La Chaussaye une concession au Labrador pour une durée de dix ans située sur la baie de Brador, sur la côte orientale de la baie du même nom, à 7 kilomètres au nord du village de Blanc-Sablon en bordure du détroit de Belle-Isle. Il obtint le privilège de la pêche à la morue et de la baleine.
En 1704, Augustin Le Gardeur de Courtemanche, devenu propriétaire foncier de la Basse-Côte-Nord, érigea avec l'aide de son beau-fils François Martel de Brouague, le Fort Pontchartrain dans la baie de Phélypeaux devenue la baie de Brador. Il s'agit d'un poste de traite fortifié qui protège la côte Nord-Est du détroit de Belle-Isle le long de la côte méridionale du Labrador. Ils baptisèrent ce fortin en l'honneur de Jérôme Phélypeaux de Pontchartrain qui était secrétaire d'État de la marine.
En 1714, le roi Louis XIV le nomma commandant du roi sur la côte du Labrador et lui accorda, pour le reste de ses jours, « la dite baye de Phélypeaux et dans les 4 lieues de front a luy concedées sur la dite coste, ensemble dans les isles et islots adjacents a la dite Baye et coste, la faculté d’y faire la pesche du loup marin, et qu’a l’égard des autres pesches qu’il les fasse concurremment avec les vaisseaux qui viendront et de faire la traitte avec tous les Sauvages ». 